# نیروی هوایی برزیل
نیروی هوایی برزیل (به پرتغالی: Força Aérea Brasileira) به اختصار FAB شاخهٔ هوایی نیروهای مسلح برزیل و یکی از سه نهاد ملی یونیفرم پوش برزیل است. نیروی هوایی برزیل هنگامی بنیان نهاده شد که شاخهٔ هوایی نیروی زمینی و دریایی با هم ادغام شده و تبدیل به یک نیروی نظامی واحدی شدند که در آغاز «نیروهای هوایی ملی» نام گرفت. هر دو شاخهٔ هوایی تجهیزات، تأسیسات و پرسنل خود را به نیروی جدید منتقل کردند. بنابر وبسایت فلایت اینترنشنال (flightglobal.com) و بنیاد بین‌المللی مطالعات استراتژیک، نیروی هوایی برزیل دارای ۷۷٬۴۵۴ پرسنل و ۷۴۳ هواگرد است. نیروی هوایی برزیل بزرگ‌ترین نیروی هوایی در نیمکرهٔ جنوبی و از نظر بزرگی دومین نیروی هوایی در قارهٔ آمریکا پس از ایالات متحده است

## تاریخچه

### برپایی

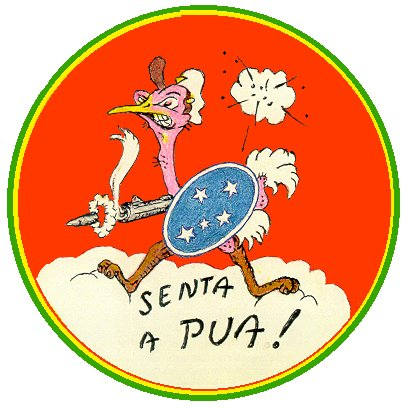
نشان گاوکا

برپایی نیروی هوایی سلطنتی بریتانیا در آوریل ۱۹۱۸ و نیروی هوایی پادشاهی ایتالیا و نیروی هوایی فرانسه در دههٔ ۱۹۲۰ ایدهٔ برپا کردن نیروی هوایی برزیل را مطرح کرد. همراه با این رویدادها استراتژیست‌های برزیلی با تأثیر از تئوری‌های جولیو دوئه، بیلی میچل و هیو مونتاگ ترنچارد قرار داشتند.
نخستین اعلان برپایی خدمات هوایی نظامی یکپارچه در سال ۱۹۲۸ هنگامی که یک سرگرد ارتش به نام لیزیاس رودریگز مقاله‌ای با عنوان «نیاز فوری: وزارت هوایی» را منتشر کرد انجام شد. دو سال بعد نظامیان فرانسه که برای ارتش برزیل کار می‌کردند مأموریت یافتند گام‌های نخست را برای سازماندهی یک بازوی هوایی ملی بپردازند. هنگامی که گروهی از هوانوردان برزیلی در سال ۱۹۳۴ از ایتالیا بازگشتند و مزایای داشتن هوانوردی نظامی یکپارچه را برشمردند ایدهٔ برپایی چنین نیرویی بیشتر مورد پشتیبانی قرار گرفت. علاوه بر آن انقلاب اسپانیا و نخستین تحرکات جنگ جهانی دوم در پایان دههٔ سی میلادی اهمیت توان هوایی برای استرتژی‌های نظامی را بیشتر نشان داد.
یکی از پشتیبانان اصلی طرح برپایی یک بازوی هوایی مستقل رئیس‌جمهور وقت ژتولو وارگاس بود. او گروهی پژوهشی را در اوائل سال ۱۹۴۰ سازماندهی کرد و کل ساختار وزارت هوانوردی در پایان همان سال بنا نهاده شد. این نهاد دولتی جدید مسئول جنبه‌های هوانوردی نظامی و غیرنظامی از جمله زیرساخت‌ها، مقررات و سازماندهی بود.
وزارت هوانوردی در تاریخ ۲۰ ژانویهٔ ۱۹۴۱ رسماً برپا شد و شاخهٔ نظامی آن که نیروهای هوایی ملی نامیده می‌شد در تاریخ ۲۲ مه به نیروی هوایی برزیل تغییر نام داد. شاخه‌های هوایی نیروی زمینی و دریایی منحل شده و همهٔ پرسنل، هواپیماها، تأسیسات و تجهیزات مربوط به آنها به نیروی هوایی برزیل منتقل شد.

### جنگ جهانی دوم
نیروی هوایی برزیل در جنگ جهانی دوم مشارکت‌های مهمی با متفقین داشت به ویژه در قالب نیروهای اعزامی به جبههٔ ایتالیا از میانهٔ سال ۱۹۴۲ تا پایان جنگ نیروی هوایی برزیل در اقیانوس اطلس گشت می‌زد. در تاریخ ۳۱ ژوئیه ۱۹۴۳ نیروی هوایی برزیل زیردریایی او-۱۹۹ که در سطح در نزدیکی ریودو ژانیرو شناور بود را غرق کرد. این زیردریایی در موقعیت ۲۳ درجه و ۵۴ دقیقهٔ جنوبی و ۴۲ درجه و ۵۴ دقیقهٔ غربی شناور بود. دو فروند هواپیمای برزیلی از نوع پی بی وای کاتالینا و لاکهید هادسن یک فروند پی بی ام مارینر آمریکایی به زیردریایی حمله کردند. سرانجام کاتالینای برزیلی با خلبانی ستوان دوم آلبرتو تورس موفق شد زیردریایی را با خرج عمقی غرق کند. چهل و نه نفر از سرنشینان زیردریایی کشته شده و ۱۲ نفر آنان که کاپیتان زیردریایی نیز در میان آنان بود موفق به نجات خود شدند. فرار آنان به این علت امکان‌پذیر شد که خلبان کاتالینا یک قایق نجات برای بازماندگان پرتاب کرد.
۱º Grupo de Aviação de Caça به معنی «گروه نخست جنگندگان» که با سرواژهٔ آن GAVCA (گاوکا) شناخته می‌شود در ۱۸ دسامبر ۱۹۴۳ برپا شد و شاهد عملیات نظامی بود. افسر فرماندهٔ این گروه سرهنگ دوم نرو مورا بود.
این گروه شامل ۳۵۰ نفر می‌شد که از این ۳۵۰ نفر ۴۳ نفر خلبان بودند. این گروه به چهار پرواز تقسیم شد: سرخ (ای)، زرد (بی)، آبی (سی) و سبز (دی). فرماندهٔ گروه و برخی از افسران وابسته به هیچ پرواز بخصوصی نبودند. فرماندهٔ گروه و برخی از افسران وابسته به هیچ پرواز بخصوصی نبودند. برخی افراد نیروهای اعزامی برزیل، دارای خلبانان با تجربهٔ نیروی هوایی برزیل بودند. یکی از آنها آلبرتو تورس بود که موفق به غرق کردن زیردریایی آلمانی او-۱۹۹ در نزدیکی سواحل برزیل شده بود.
این گروه در پاناما برای نبرد آموزش می‌دید. در این دورهٔ آموزشی ستوان دوم دانته ایزیدورو گاستالدونی هنگام آموزش در حادثه کشته شد. در تاریخ ۱۱ مه ۱۹۴۴ عملیاتی شدن گروه اعلام شد و در دفاع از منطقهٔ کانال پاناما فعال بود. در تاریخ ۲۲ ژوئن گاوکا به ایالات متحده سفر کرد تا هواپیمای ریپابلیک پی-۴۷دی ثاندربولت را جایگزین هواپیماهای خود کند. در تاریخ ۱۹ سپتامبر ۱۹۴۴ گاوکا به ایتالیا عزیمت کرد و در تاریخ ۶ اکتبر به لیورنو رسید. در تاریخ ۱۶ آوریل ۱۹۴۵ سپاه پنجم ایالات متحده حملات خود را در طول درهٔ پو آغاز کرد. تا این تاریخ نیروی گاوکا تا ۲۵ خلبان کاهش پیدا کرده بود. برخی از آنها کشته شده بودند و برخی دیگر سرنگون شده و اسیر گردیده بودند. بعضی نیز به دلایل پزشکی از عملیات بازمانده بودند. گاوکا پرواز زرد را منحل کرده و خلبانان باقی‌مانده را در پروازهای دیگر پخش نمود. هر خلبان میانگین در دو مأموریت در روز شرکت می‌کرد. در ۲۲ آوریل ۱۹۴۵ سه پرواز باقی‌مانده با فاصلهٔ ۵ دذقیقه به پرواز درمی‌آمدند. این پروازها از ساعت ۸:۳۰ دقیقه بامداد برای ویران ساختن پل‌ها، غرق کردن قایق‌ها و نابودی وسائل نقلیهٔ موتوری در منطقه سن بندتو به پرواز درآمدند. این پروازها بیش از ۸۰ تانک، کامیون و دیگر وسائل نقلیه را نابود کرد. تا پایان روز گاوکا ماموریت‌های انفرادی انجام داد و صدها پل و وسیلهٔ نقلیه و قایق را از میان برد. در این روز گاوکا بیشتری سورتی پرواز خود در جنگ را داشت. امروزه برزیل روز ۲۲ آوریل روز جنگندگان برزیلی را گرامی می‌دارد.
به‌طور کلی گاوکا ۴۴۵ مأموریت، ۲٬۵۵۰ سورتی پرواز انفرادی و ۵٬۴۶۵ ساعت پرواز جنگی از یازدهم نوامبر ۱۹۴۴ تا ۶ مه ۱۹۴۵ انجام داد. فرماندهی هوایی تاکتیکی بیست و دوم از کارایی گاوکا قدردانی کرد و گفت گرچه گاوکا ۵٪ از کل ماموریت‌های انجام شدهٔ همهٔ اسکادران‌های زیر نظر آن را انجام داده، ولی ماموریت‌های گاوکا دارای درصد بسیار بالاتری از نابودی هدف‌های دشمن را نسبت به بقیهٔ اسکادران‌ها داشته‌است که این درصدها عبارتند از:
- ۸۵٪ از انبارهای مهمات
- ۳۶٪ از انبارهای سوخت
- ۲۸٪ از پل ها(۱۹٪ آسیب دید)
- ۱۵٪ وسائل نقلیهٔ موتوری(۱۳٪ آسیب دید)
- ۱۰٪ وسائل نقلیه اسبی(۱۰٪ آسیب دید)

### پس از جنگ جهانی دوم
پس از جنگ جهانی دوم نیروی هوایی برزیل پروازهای خود با جت‌های جنگندهٔ بریتانیایی گلاستو میتیور را آغاز کرد. این جت‌ها در ازای ۱۵٬۰۰۰ تن پنبهٔ خام از بریتانیا خریداری شدند، چون برزیل هیچ ذخیرهٔ ارزی نداشت. این جت‌ها تا میانهٔ دههٔ ۱۹۶۰ در نیروی هوایی برزیل فعال بود و بعد از آن هواپیماهای لاکهید پی-۸۰ شوتینگ استار سی و تی تی-۳۳ شوتینگ استار ای جایگزین آن شدند و بعد از آن نیز جت‌های ام بی-۳۲۶، میراژ ۳ و نورثروپ اف-۵ جایگزین آنها شد.